# Steinreihe von Plumaudière
Die Steinreihe von Plumaudière (auch Montchauvet Alignements, Pierres du Hu, du Hou oder du Heu genannt) ist eine Steinreihe auf dem Champ du Houx in der Nähe des Weilers Plumaudière bei Montchauvet im Département Calvados in der Normandie in Frankreich. Es ist eine von nur zwei Steinreihen (Steinreihe von Bruyères) in der an Menhiren reichen Normandie.

## Beschreibung
Die Menhire von Plumaudière wurden 1976 zum Monument historique erklärt. Die Registrierung bezieht sich auf eine Reihe von neun Steinen, die Reihe besteht aber aus mehr als einem Dutzend Steinen. Es scheint, dass die Megalithen die Überreste einer größeren Steinreihe sind. Im Jahr 1870 wurde die Steinreihe von der Kommission „Druidensteine Plumaudière“ beschrieben: In einem Raum von 55 bis 60 m Länge und 4,5 m Breite, befinden sich 20 etwa von Nord nach Süd ausgerichtete Blöcke, darunter mehrere umgeworfene und halb im Boden vergrabene. Einige der stehenden sind mehr als 3,0 m hoch und sehr unregelmäßig in der Form. Die Steine bilden im Abstand von etwa 4,0 m zwei parallele Reihen. Eine der Reihen besteht aus 14, die anderen lediglich aus sechs Menhiren. Die kleineren Blöcke waren leichter umzukippen. Man kann noch eine Anzahl kleinere Steine der gleichen Art im Tal verstreut finden.
Der Menhir Pierre Hu am nördlichen Ende der Reihe ist etwa 3,2 Meter hoch und 1,5 bis 2,0 Meter breit. In seiner Nähe wurden Äxte aus Diorit und Silex sowie Abschläge, Schaber und Werkzeug aus Feuerstein gefunden.